# عبد الباسط عبد اللطيف
عبد الباسط عبد اللطيف(1382 هـ ـ9 يناير/كانون الثاني 1963م)سياسي وحقوقي وضابط شرطة ،سوري، يشغل حالياً رئيس الهيئة الوطنية للعدالة الانتقالية في سوريا منذ (17 مايو/أيار 2025م)هذا المنصب الحيوي الذي يهدف إلى معالجة آثار النزاع الطويل في سوريا.

## ولادته وتحصيله
وَلدعبد الباسط عبد اللطيف(1382 هـ ـ9 يناير/كانون الثاني 1963م)في مدينة دير الزور، وتعلم في مدارسها .إجازة في الحقوق حصل عليها من جامعة حلب عام 1986.شهادة دراسات عليا في العلوم الشرطية والقانونية حصل عليها عام 2008.

## عمله ووظائفه
ضابط في الشرطة السورية (1987-2012) . شغل منصب مدير منطقة القامشلي، واستمر في عمله حتى انشقاقه عن النظام السوري في عام 2012،مدير منظمة (جسور الأمل) للخدمات الاجتماعية (2017-2019)، تولي إدارة هذه المنظمة المعنية بتقديم الخدمات الاجتماعية.الأمين العام السابق للائتلاف الوطني لقوى الثورة والمعارضة السورية،عضو في الائتلاف الوطني لقوى الثورة والمعارضة السورية، انضم إلى الائتلاف الذي تأسس في الدوحة بتاريخ 11 نوفمبر/تشرين الثاني 2012، والذي ضم ممثلين عن الجيش السوري الحر والمجالس المحلية وشخصيات سياسية وثورية مستقلة.عضو الهيئة السياسية في الائتلاف الوطني السوري: شارك في عضوية هذه الهيئة التي تشكلت في ديسمبر/كانون الأول 2012، مدير مكتب اللجنة القانونية في الائتلاف الوطني السوري.عضو اللجنة الدستورية السورية، شارك في أعمال اللجنة التي تُعنى بصياغة دستور جديد لسوريا.نائب رئيس المجلس المحلي لدير الزور في الحكومة السورية المؤقتة (2018).النائب السابق لرئيس لجنة الحج العليا السورية هذا المنصب المتعلق بتنظيم شؤون الحج للمواطنين السوريين.رئيس المكتب السياسي لجيش أسود الشرقية: كان له دور قيادي في هذا الفصيل العسكري المعارض.
حالياً رئيس الهيئة الوطنية للعدالة الانتقالية (منذ 17 مايو/أيار 2025): يشغل هذا المنصب الحيوي الذي يهدف إلى معالجة آثار النزاع الطويل في سوريا.

## وصلات خارجية
كلمة رئيس هيئة العدالة الإنتقالية في سوريا ، عبد الباسط عبد اللطيف